# Lonau (Sieber)
Die Lonau ist ein 3,5 km langer Nebenfluss der Sieber in Niedersachsen. 

## Name
Der Ort Lonau wurde 1260 als Lodenowe erstmals schriftlich erwähnt. Das Bestimmungswort leitet sich vom mittelniederdeutschen Wort lōde für „Jahres-Schössling, Spross, Zweig“ ab und das Grundwort bildet das Wort Aue.

## Verlauf
Sie entsteht in Lonau durch den Zusammenfluss der Großen Lonau und der Kleinen Lonau. Danach fließt sie in südliche (zwischenzeitlich in südsüdwestliche) Richtung durch das Lonautal weiter nach Herzberg am Harz, wo sie nach dem Lonauer Wasserfall in die Sieber mündet.
Auf einigen Karten wird die Lonau (zwischen dem Ort Lonau und Herzberg) als Große Lonau bezeichnet. Das widerspricht aber dem allgemeinen Sprachgebrauch der einheimischen Bevölkerung, dem zufolge die Kleine Lonau und die Große Lonau die beiden Quellflüsse der Lonau sind. 

## Quellen

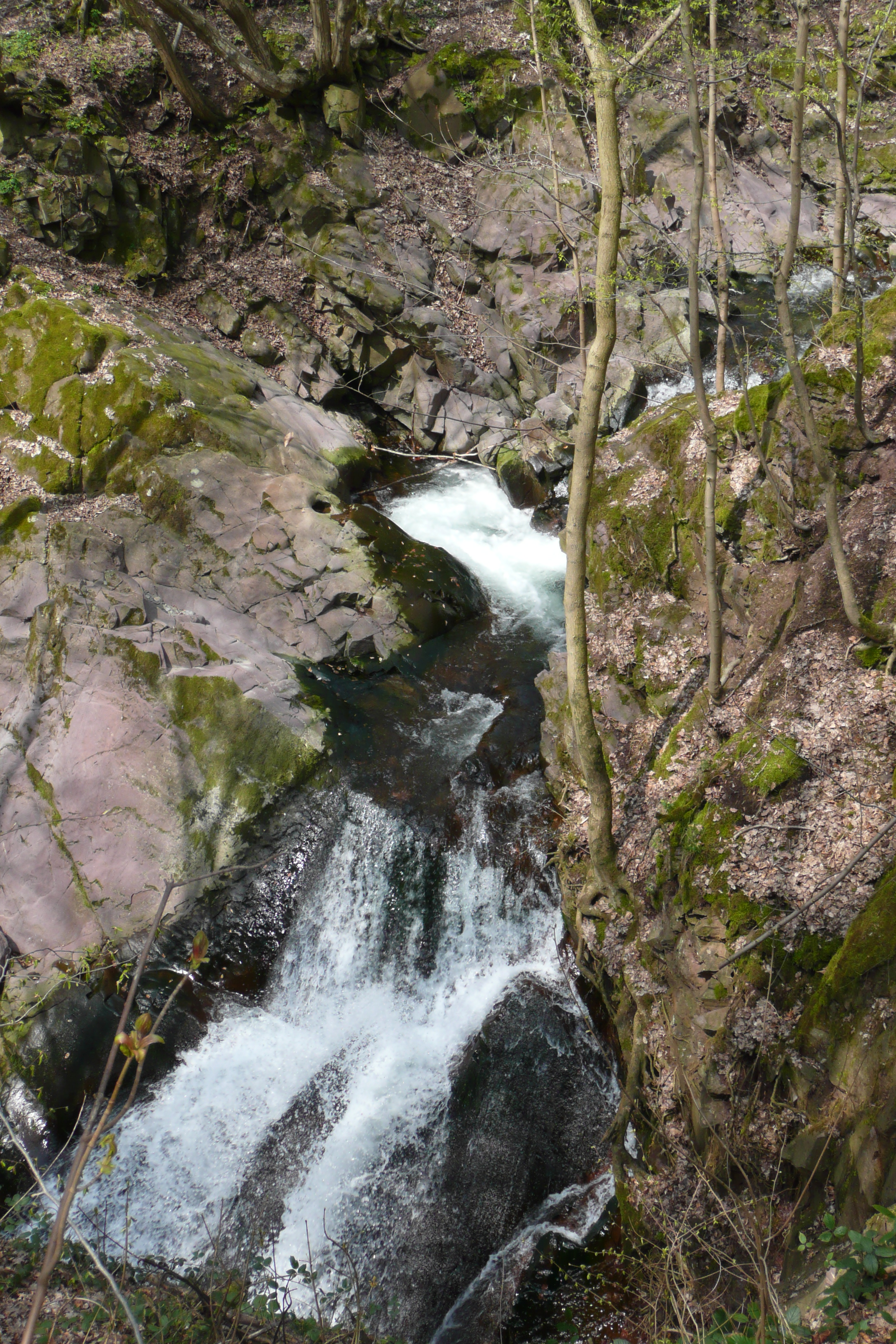
Lonauer Wasserfall
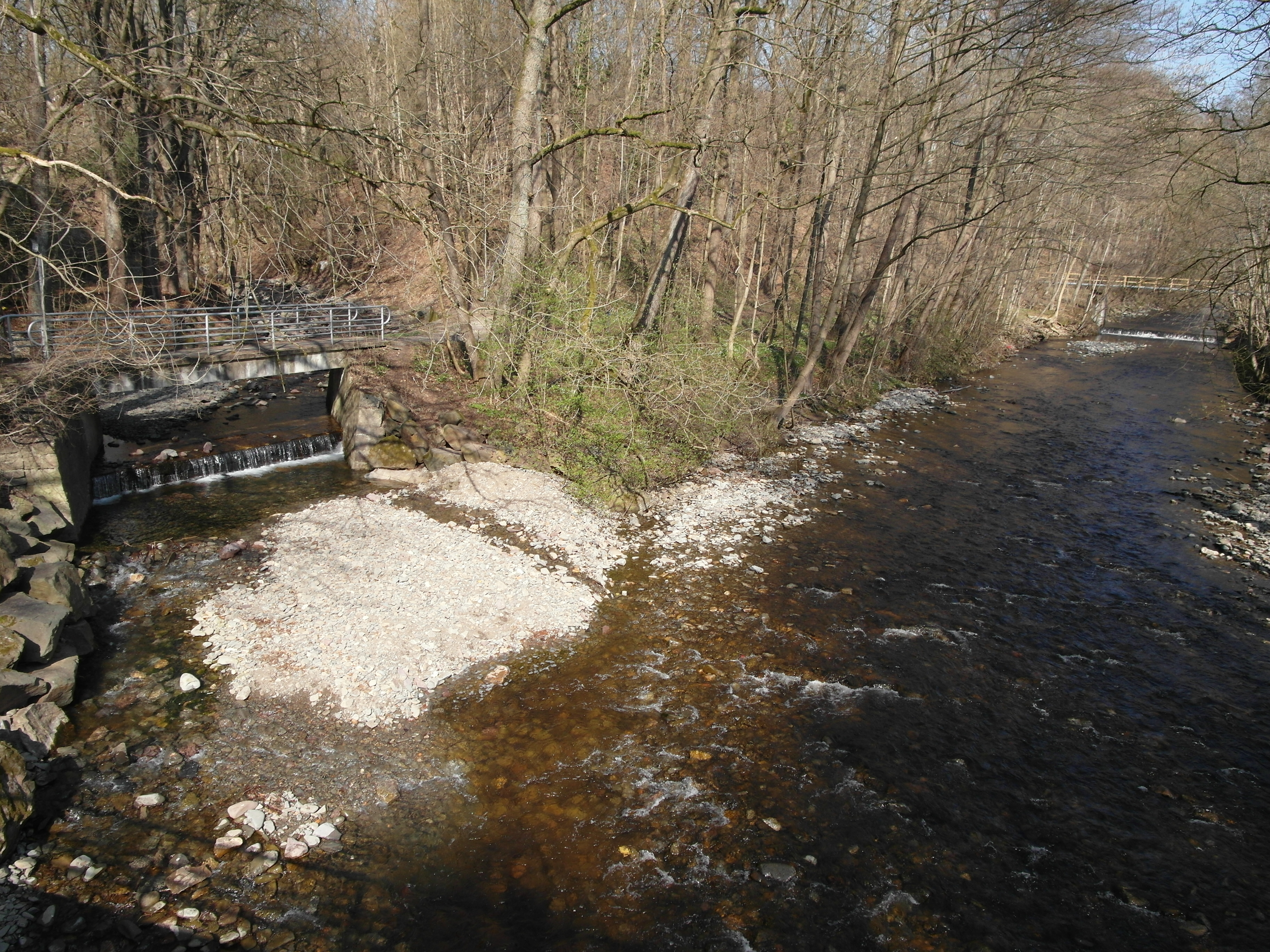
Einmündung der Lonau in die Sieber bei Herzberg